# Sargon I
|  | Per a altres significats, vegeu «Sargon I d'Accad». |

Sargon I o també Šarru-kīn I va ser rei d'Assíria (Assur) que va regnar, segons la cronologia mitjana, cap a la meitat del segle xviii aC, però segons la llista d'oficials anuals (limmu) seria una mica anterior, del 1905 aC al 1865 aC. Portava el nom de Sargon en honor de Sargon I d'Accad. La Llista dels reis d'Assíria l'assenyala com el fill d'Ikunum, al que hauria succeït normalment, i predecessor del seu fill Puzur-Aixur II. Alguns historiadors pensen que es podria tractar del mateix personatge que Nimrod un rei mencionat a la Bíblia. El regne de Nimrod esmentat a la Bíblia estava format per Nippur, Adab, Lagaix, Umma, Larsa, Erech (Uruk), Ur i Eridu i doncs sembla que no s'estenia cap a la regió del Tigris mig.

## Regnat
Gairebé res es coneix del seu regnat cosa que indicaria que va ser relativament poc important, tot i que sembla que va tenir una llarga durada. Se sap que va fortificar les muralles d'Assur. El regne d'Assur mantenia una xarxa de colònies comercials amb poblacions procedents d'Assur establertes a l'Àsia Menor que permetia el comerç des d'Anatòlia cap al Tigris i després cap a Elam i l'Iran, i a l'inrevés. Sargon va mantenir les colònies comercials a Capadòcia, anomenades Karum i les estacions o parades de les caravanes del camí.

## Oficials limmu anuals
Es coneixen els oficials limmu des de l'any del seu accés al tron fins a la seva mort que s'han datat segons un eclipsi solar esmentat durant el període d'un oficial de nom Purzir-Ishtar que s'hauria produït el 1833 aC. La llista és:
1905 Irišum fill d'Iddin-Aššur

1904 Aššur-malik fill d'Agatum

1903 Aššur-malik fill d'Enania

1902 Ibisua fill de Suen-nada

1901 Bazia fill de Bal-Tutu

1900 Puzur-Ištar fill de Sabasia

1899 Pišaḫ-Ili fill d'Adin

1898 Asqudum fill de Lapiqum

1897 Ili-pilaḫ fill de Damqum

1896 Qulali

1895 Susaya

1894 Amaya el més armat

1893 Ipḫurum fill d'Ili-ellat

1892 Kudanum fill de Laqipum

1891 Ili-bani fill d'Ikunum

1890 Šu-Kubum fill de Susaya

1889 Quqidi fill d'Amur-Aššur

1888 Abia fill de Nur-Suen

1887 Šu-Ištar fill de Šukutum

1886 Bazia fill de Šepa-lim

1885 Šu-Ištar fill d'Ikunum, l'Esclat (kakkabanum)

1884 Abia fill de Šu-Dagan

1883 Salia fill de Šabakuranum

1882 Ibni-Adad son of Baqqunum

1881 Aḫmarši fill de Malkum-išar

1880 Sukkalia fill de Minanum

1879 Iddin-Aššur fill de Kubidi

1878 Šudaya fill d'Ennanum

1877 Al-ṭab fill de Pilaḫ-Aššur

1876 Aššur-dammiq fill d'Abarsisum

1875 Puzur-Niraḫ fill de Puzur-Suen

1874 Amur-Aššur fill de Karria

1873 Buzuzu fill d'Ibbi-Suen

1872 Šu-Ḫubur fill d'Elali

1871 Ilšu-rabi fill de Bazia

1870 Alaḫum fill d'Inaḫ-ili

1869 Ṭab-Aššur fill de Suḫarum

1868 Elali fill d'Ikunum

1867 Iddin-abum fill de Narbitum

1866 Adad-bani fill d'Iddin-Aššur

1865 Aššur-iddin fill de Šuli

## Bandera d'Assíria
El 10 d'abril de 1968 l'Aliança Universal Assíria reunida a Pau establí com a emblema: el rei Sargon I d'Assíria.